# Paná
Valdemar António Almeida, meglio noto come Paná (Luanda, 9 marzo 1992), è un calciatore angolano, centrocampista svincolato.

## Carriera

### Nazionale
Nel 2016 ha esordito in nazionale.

## Statistiche

### Cronologia presenze e reti in nazionale
| Cronologia completa delle presenze e delle reti in nazionale ― Angola | Cronologia completa delle presenze e delle reti in nazionale ― Angola | Cronologia completa delle presenze e delle reti in nazionale ― Angola | Cronologia completa delle presenze e delle reti in nazionale ― Angola | Cronologia completa delle presenze e delle reti in nazionale ― Angola | Cronologia completa delle presenze e delle reti in nazionale ― Angola | Cronologia completa delle presenze e delle reti in nazionale ― Angola | Cronologia completa delle presenze e delle reti in nazionale ― Angola |
| Data                                                                  | Città                                                                 | In casa                                                               | Risultato                                                             | Ospiti                                                                | Competizione                                                          | Reti                                                                  | Note                                                                  |
| --------------------------------------------------------------------- | --------------------------------------------------------------------- | --------------------------------------------------------------------- | --------------------------------------------------------------------- | --------------------------------------------------------------------- | --------------------------------------------------------------------- | --------------------------------------------------------------------- | --------------------------------------------------------------------- |
| 26-3-2016                                                             | Kinshasa                                                              | RD del Congo                                                          | 2 – 1                                                                 | Angola                                                                | Qual. Coppa d'Africa 2017                                             | -                                                                     |                                                                       |
| 29-3-2016                                                             | Luanda                                                                | Angola                                                                | 0 – 2                                                                 | RD del Congo                                                          | Qual. Coppa d'Africa 2017                                             | -                                                                     |                                                                       |
| 5-6-2016                                                              | Bangui                                                                | Rep. Centrafricana                                                    | 3 – 1                                                                 | Angola                                                                | Qual. Coppa d'Africa 2017                                             | 1                                                                     |                                                                       |
| Totale                                                                |                                                                       | Presenze                                                              | 3                                                                     |                                                                       | Reti                                                                  | 1                                                                     |                                                                       |